# Callum McCaig
Callum McCaig (né le 6 janvier 1985) est un homme politique du Parti national écossais (SNP) qui est député d'Aberdeen South de mai 2015 à 2017. Pendant son mandat au parlement de Westminster, il est le porte-parole du SNP sur l'énergie et le changement climatique à la Chambre des communes. McCaig est élu conseiller du conseil municipal d'Aberdeen en 2007 et est le chef du conseil municipal d'Aberdeen de 2011 à 2012.

## Jeunesse
Né à Aberdeen, il fait ses études à la Cults Academy, avant d'étudier à l'Université d'Édimbourg, où il obtient un MA (Hons) en politique ,. Il travaille ensuite pour le MSP Maureen Watt en tant qu'assistant parlementaire.

## Carrière politique
McCaig est élu pour la première fois au conseil municipal d'Aberdeen en 2007, en tête du scrutin dans le quartier de Kincorth / Loirston avec 1 883 premières préférences . Après l'élection, les Libéraux-démocrates écossais forment une coalition avec le SNP pour diriger le Conseil. Le 23 mai 2011, McCaig prend la tête du groupe SNP au conseil . Après deux victoires aux élections partielles en 2011, le SNP devient le plus grand parti du conseil, et en juin 2011, leur chef du conseil de l'époque démissionne pour devenir chef adjoint du conseil . En conséquence, McCaig, qui est chef adjoint du conseil, devient le chef du conseil municipal d'Aberdeen le 28 juin 2011. À l'époque, âgé de 26 ans, il est l'un des plus jeunes chefs de conseil du Royaume-Uni .
Il est réélu conseiller en 2012. Après les élections, il reste le chef de groupe d'une délégation élargie du SNP, mais n'est plus le chef du conseil, après que le groupe du Parti travailliste écossais ait formé une administration avec le soutien des conservateurs et des indépendants .
McCaig est élu député d'Aberdeen Sud aux élections générales de 2015, où il remporte le siège d'Anne Begg du Labour avec un swing de 20%. Cependant, aux élections générales de 2017 au Royaume-Uni, il perd face au candidat conservateur Ross Thomson. McCaig est ensuite nommé conseiller spécial du chef du SNP et du premier ministre Nicola Sturgeon .